# Phan Ngọc Khuê
Phan Ngọc Khuê (sinh năm 1937) là họa sĩ, nhà nghiên cứu văn hóa Việt Nam, được tặng Giải thưởng Nhà nước về Văn học Nghệ thuật vào năm 2022.      

## Tiểu sử
Phan Ngọc Khuê (nghệ danh: Phan Ngọc Khuê, Phan Khuê, Ngọc Phan) sinh năm 1937,  quê gốc ở Thanh Hóa.
Năm 1960, ông tốt nghiệp Đại học Mỹ thuật Việt Nam chuyên ngành Hội họa, từng nhiều năm làm cán bộ văn hóa ở tỉnh Sơn La sau đó công tác trong Hội Văn nghệ Dân gian Việt Nam và Bảo tàng Mỹ thuật Việt Nam.

## Sự nghiệp
Phan Ngọc Khuê nghiên cứu nghệ thuật, mỹ thuật dân gian như cách để trả món nợ ân tình với những nghệ nhân ông yêu quý, những mảnh đất từng gắn bó. Ông nghiên cứu nghệ thuật trang trí của các dân tộc thiểu số vùng Việt Bắc, tranh thờ Đạo giáo của người Dao, nghệ thuật trang trí kiến trúc của người Thái, nghệ thuật tạo hình của các dân tộc ít người ở Việt Nam, mỹ thuật dân tộc Thái… Các công trình này đều giành giải cao của Hội Văn nghệ Dân gian Việt Nam trong nhiều năm.
Công trình nghiên cứu "Tranh Đạo giáo ở Bắc Việt Nam" được giải thưởng của Hội Văn nghệ Dân gian Việt Nam năm 2001; Công trình nghiên cứu "Tranh Đạo giáo ở Bắc Việt Nam" được dịch ra tiếng Anh và được Hội xuất bản Việt Nam, Hội đồng giải thưởng sách Việt Nam trao giải ba vào năm 2009; Công trình nghiên cứu "Tranh dân gian Hàng Trống Hà Nội" đã đem lại hai giải thưởng cao nhất của Hội Văn nghệ dân gian Việt Nam và Ủy ban toàn quốc Liên hiệp các Hội Văn học nghệ thuật Việt Nam vào năm 2013; Cuốn sách Tranh dân gian Hàng Trống Hà Nội do ông chủ biên được trao Giải thưởng Bùi Xuân Phái - Vì tình yêu Hà Nội do báo Thể thao và Văn hóa tổ chức ở hạng mục Tác phẩm (2016).
Năm 2022, ông được tặng Giải thưởng Nhà nước về Văn học Nghệ thuật với cụm tác phẩm: Mỹ thuật dân tộc Thái ở Việt Nam (sách); Tranh dân gian Hàng Trống Hà Nội (sách).

## Tác phẩm chính
- Tranh Đạo giáo ở Bắc Việt Nam (sách, Nhà xuất bản Mỹ thuật, 2001);[5]
- Mỹ thuật dân tộc Thái ở Việt Nam (sách, Nhà xuất bản Mỹ thuật, 2004);
- Tranh dân gian Hàng Trống Hà Nội (sách, Nhà xuất bản Hà Nội, 2015)

### Triển lãm
- Triển lãm "Tranh truyện Hàng Trống" thuộc bộ sưu tập của Phan Ngọc Khuê, đã diễn ra tại Bảo tàng Phụ nữ Việt Nam từ ngày 18 đến 31 tháng 3 năm 2024.[3]

## Vinh danh
- Giải thưởng Nhà nước về Văn học Nghệ thuật năm 2022.

### Giải thưởng văn học
- Giải thưởng của Hội Văn nghệ Dân gian Việt Nam (năm 2001) với công trình nghiên cứu "Tranh Đạo giáo ở Bắc Việt Nam";

- Giải Ba Giải thưởng sách Việt Nam (năm 2009) với ông trình nghiên cứu "Tranh Đạo giáo ở Bắc Việt Nam";
- Giải Nhất của Hội Văn nghệ dân gian Việt Nam và Giải Nhất của Ủy ban toàn quốc các Hội Văn học nghệ thuật Việt Nam (năm 2013) với Công trình nghiên cứu "Tranh dân gian Hàng Trống Hà Nội"
- Giải thưởng Bùi Xuân Phái - Vì tình yêu Hà Nội do báo Thể thao và Văn hóa tổ chức, ở hạng mục Tác phẩm (2016) với cuốn sách Tranh dân gian Hàng Trống Hà Nội.